# Doprava v okrese Česká Lípa

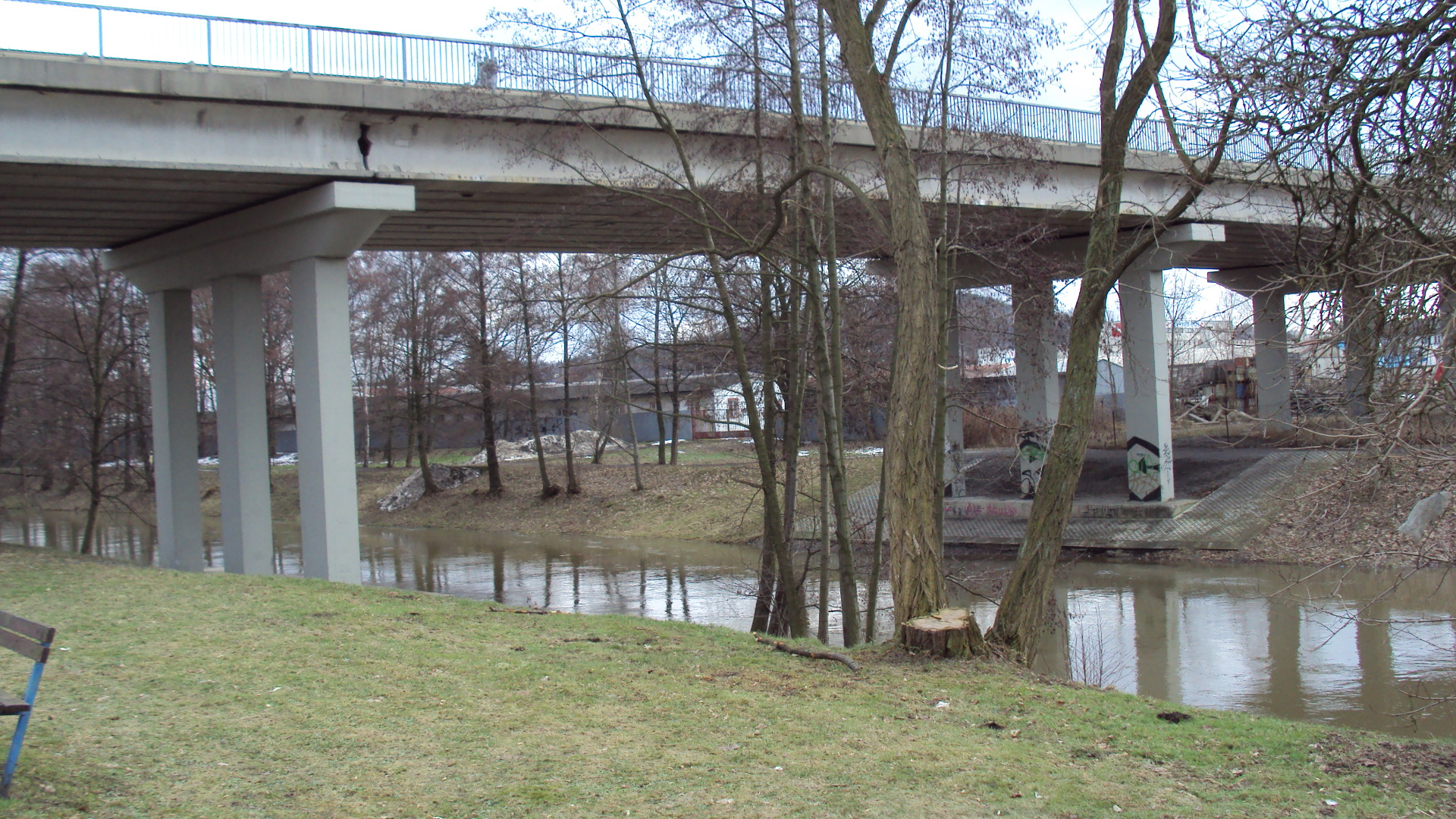
Křížení silnice I/9 v České Lípě s tokem Ploučnice

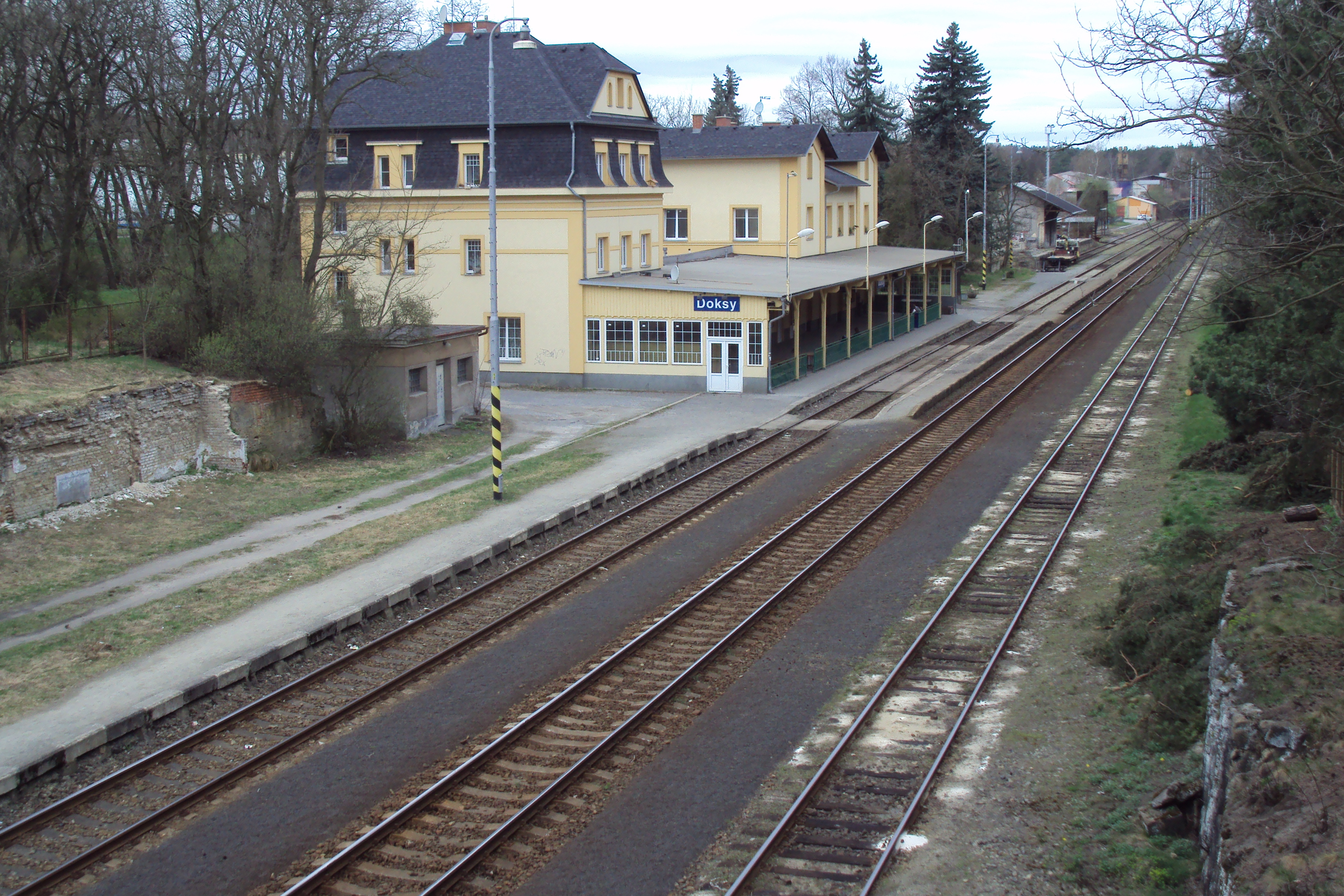
Nádraží v Doksech

Doprava v okrese Česká Lípa je součástí celostátní sítě tras železnice i silniční sítě. Nejsou zde dálnice, větší řeky, ani pravidelná letecká přeprava. Několik železničních tratí bylo zcela či částečně zrušeno. Bylo vybudováno několik cyklostezek a další se staví. V celém Libereckém kraji funguje integrovaný dopravní systém IDOL.

## Železniční doprava

### Plně provozované
V současné době jsou plně provozovány státními společnostmi České dráhy, ČD Cargo a organizací Správa železnic čtyři neelektrifikované železniční tratě s 27 zastávkami. Všechny tratě se spolu křižují v České Lípě. Dále zde působí železniční dopravci Die Länderbahn,Arriva vlaky a KŽC Doprava
- Trať 080 Bakov nad Jizerou – Česká Lípa – Jedlová, s 12 zastávkami v okrese: Bezděz, Okna, Doksy, Staré Splavy, Jestřebí, Srní u České Lípy, Česká Lípa hl.n., Česká Lípa střelnice, Skalice u České Lípy, Nový Bor, Svor a Jedlová zastávka
- Trať 086 Děčín – Česká Lípa, s 5 zastávkami v okrese: Žandov, Horní Police, Stružnice, Česká Lípa-Holý vrch a Česká Lípa hl.n.
- Trať 086 Liberec – Česká Lípa, s 9 zastávkami v okrese: Velký Valtinov, Brniště, Velký Grunov, Pertoltice pod Ralskem, Mimoň, Božíkov, Zákupy, Vlčí Důl-Dobranov a Česká Lípa hl.n.
- Trať 087 Lovosice – Česká Lípa, s 5 zastávkami v okrese: Blíževedly, Kravaře v Čechách, Stvolínky, Zahrádky u České Lípy a Česká Lípa hl.n.

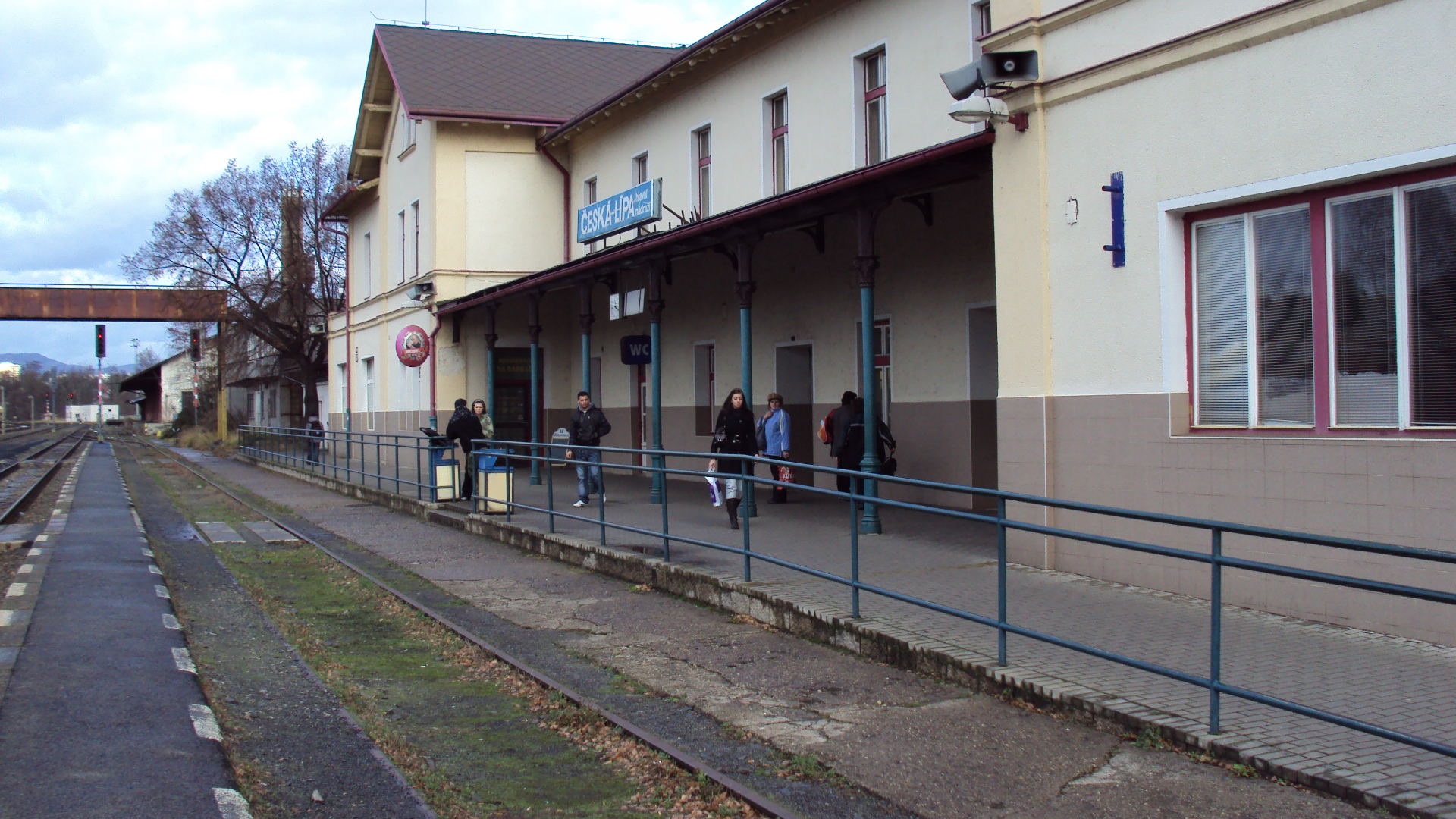
Hlavní vlakové nádraží v České Lípě

### Zaniklé a zanikající
- Trať ze Svoru do Jablonného v Podještědí je zrušená zcela, koleje jsou odvezeny.
- Trať 901 z České Lípy do České Kamenice je zrušená zčásti. V úseku Česká Lípa – Kamenický Šenov byla vybudována Cyklostezka Varhany, pokračování od Kamenického Šenova do České Kamenice je zachováno pro občasný provoz historických a turistických jízd, kterou provozoval v letech 1997 až 2008 Klub přátel lokálky. Od něj trať získal Klub železničních cestovatelů, provozuje ji KŽC Doprava.

## Silniční síť
Okresem nevedou dálnice, ani rychlostní silnice, pouze silnice I, II a III.třídy.

### Silnice I. třídy

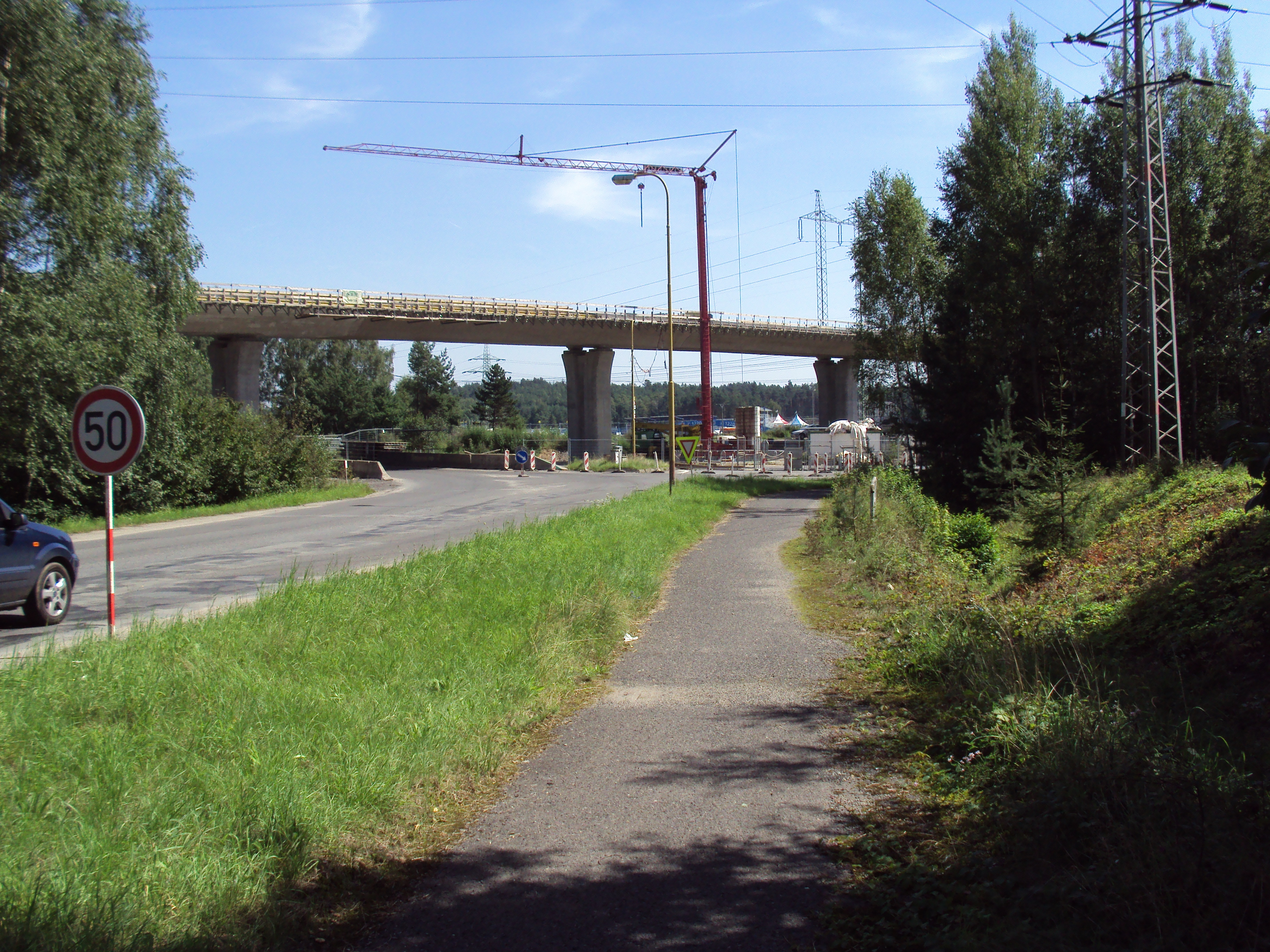
Stavba silničního obchvatu u Sosnové jižně od České Lípy

- Silnice I/9 od Mělníka do Německa (od jihu na sever), v okrese přes Dubou, Českou Lípa a Nový Bor
- Silnice I/13 (E442) od Děčína do Liberce (od západu k východu), v okrese ČL přes města Kamenický Šenov, Nový Bor a Cvikov
- Silnice I/15 od Litoměřic k Zahrádkám u České Lípy (od západu k východu), kde se napojuje na I/6 a I/38. Větší města z Českolipska na trase nejsou.
- Silnice I/38 od Zahrádek u České Lípy do Mladé Boleslavi (od západu k východu). Z větších měst okresu ČL prochází krajem města Doksy.[1]

Silnice I. třídy se spolu křižují v Novém Boru (I/9, I/13) a v Zahrádkách (I/9, I/15 a I/38)

### Silnice II.třídy
- Silnice II/259 z Dubé do Kosmonos u Mladé Boleslavi
- Silnice II/260 z Dubé do Úštěka
- Silnice II/262 z Děčína přes Českou Lípu do Zákup
- Silnice II/263 ze Saska přes Chřibskou, na Českolipsku přes Žandov, končí v obci Kravaře
- Silnice II/268 z Nového Boru přes Zákupy do Mimoně
- Silnice II/270 z Dubé přes Doksy, Mimoň do Jablonného v Podještědí
- Silnice II/278 ze Stráže pod Ralskem do Hodkovice nad Mohelkou[1]

## Autobusová doprava

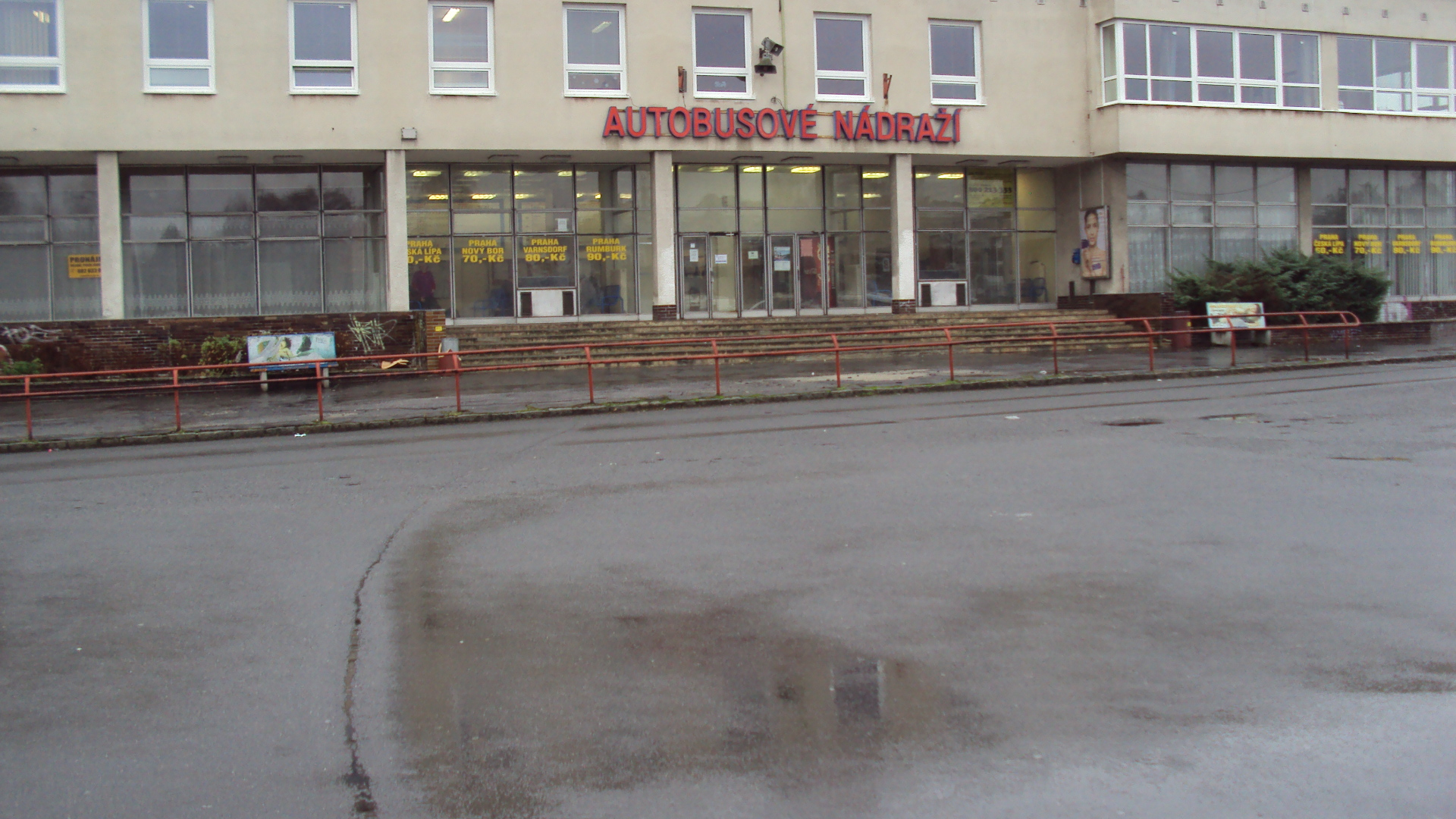
Budova autobusového nádraží v České Lípě

### Městská autobusová doprava
Samostatně existuje městská autobusová doprava v České Lípě (provozuje BusLine a.s. – dříve ČSAD Semily a ještě dříve VETT), v kombinaci s linkami dálkové autobusové linky je takto vedena i v Mimoni a Novém Boru.

### Meziměstská doprava
Liberecký kraj provozuje autobusovou dopravu prostřednictvím firmy ČSAD Liberec, kterou vlastní ,a dotuje autobusovou dopravu mezi obcemi Českolipska společnostem ČSAD Česká Lípa a Compaq Mimoň, která provozují desítky linek v okrese. Projíždí zde i zastavuje několik linek (do Prahy) dalších přepravců.
Počet i frekvence linek jsou v pomalém útlumu (zánik uranové těžby, konkurence osobních aut), dříve velká autobusová nádraží jsou redukována na menší počet stání a plochu).

### Autobusová nádraží
Velká nádraží má Česká Lípa (již redukováno), Nový Bor, Stráž pod Ralskem (již redukováno). V ostatních městech (Doksy, Mimoň) jsou přiměřeně menší. Menší městečka nemají nádraží, pouze zastávky.

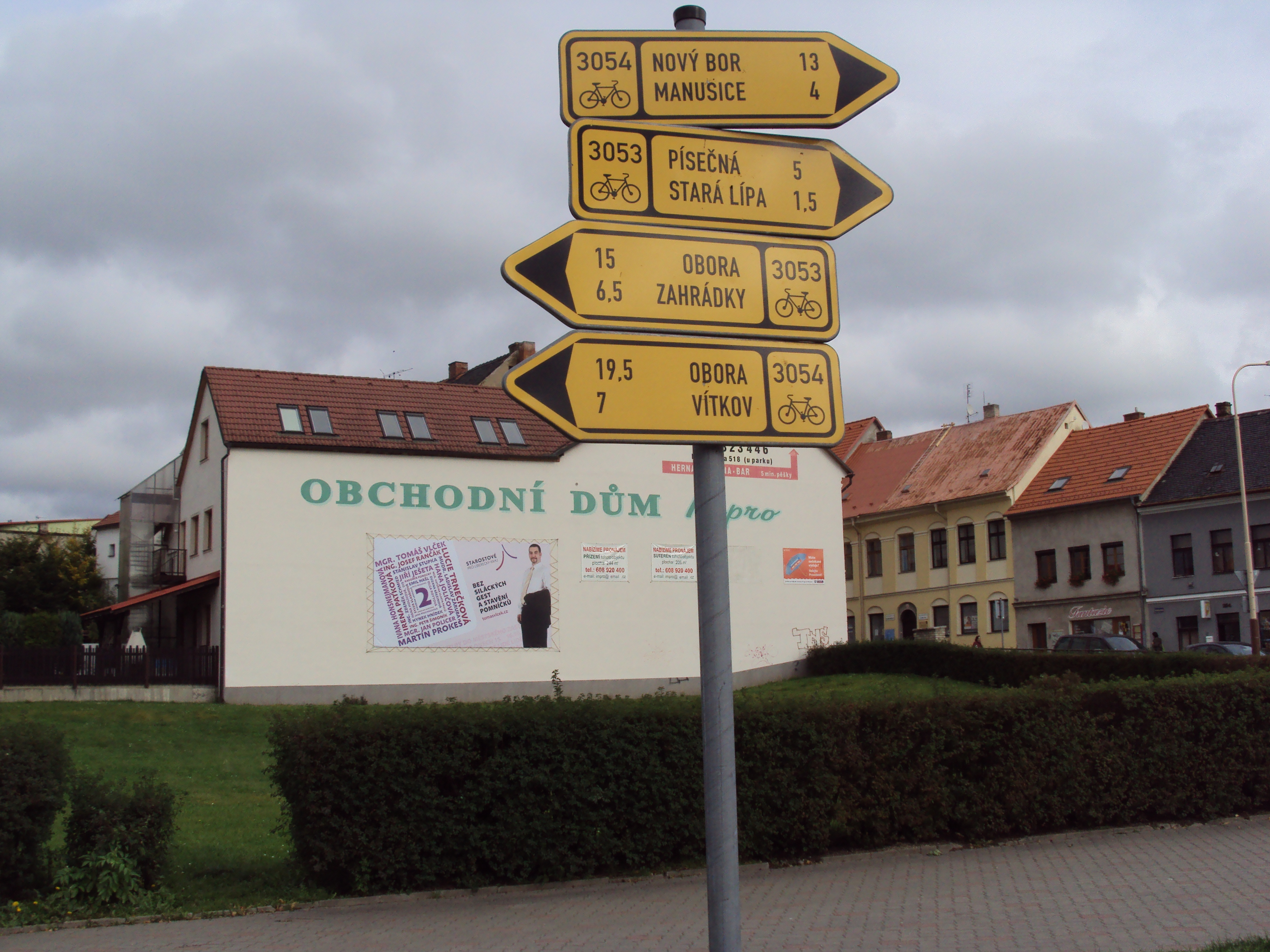
Křížení cyklotras 3053 a 3054 v České Lípě

## Letiště
V okrese je několik menších letišť využívaných pro vyhlídkové a cvičné lety malých letadel a nepoužívané vojenské letiště Hradčany. Žádné z letišť nemá parametry k využití pro pravidelnou přepravu cestujících. Pro potřeby lékařů jsou upraveny heliporty u některých nemocnic.

## Lodní doprava
Žádná z nevelkých řek na Českolipsku neumožňuje přepravu nákladů a osob. Na Máchově jezeře je provozována okružní přeprava rekreantů osobními loděmi (setrvačností, nesprávně zvanými parníky) během letní sezony.

## Cyklostezky

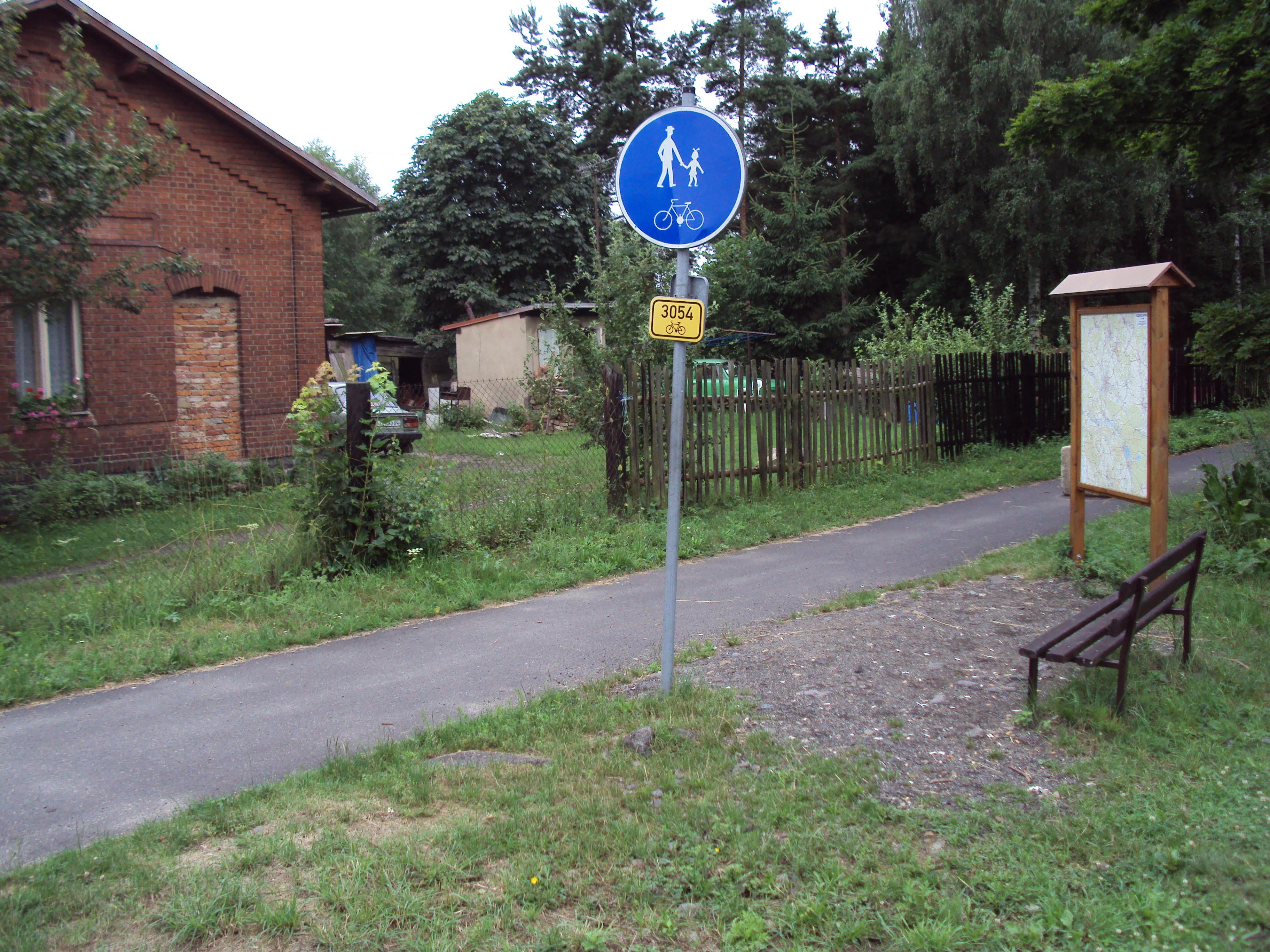
Cyklostezka ve Vlčím Dole

Již zcela či zčásti jsou vybudovány:
- Cyklostezka Vlčí Důl, součástí cyklotrasy 3054
- Cyklostezka Písečná, součástí cyklotrasy 3053
- Cyklostezka Varhany, součástí cyklotrasy 3054
- Zelená cyklomagistrála Ploučnice

V okrese je vedena řada číslovaných cyklotras. Cyklostezky jsou do nich vřazeny, přesto převážná část sítě je vedena po silnicích II. a III. tříd s plným automobilovým průmyslem.